# Rhomphaea cona
Rhomphaea cona is een spinnensoort in de taxonomische indeling van de kogelspinnen (Theridiidae).
Het dier behoort tot het geslacht Rhomphaea. De wetenschappelijke naam van de soort werd voor het eerst geldig gepubliceerd in 1996 door José Valentín Herrera González & Carmen.